# Яванский мангуст
Яванский мангуст (лат. Urva javanica) — вид хищных млекопитающих из семейства мангустовых (Herpestidae).
Был научно описан французским зоологом Этьенном Жоффруа Сент-Илером в 1817 году под названием Ichneumon javanicus. В дальнейшем обычно классифицировался в роде Herpestes; в 2009 году вместе с остальными азиатскими мангустами был выделен в род Urva. 

## Описание
Длина тела яванского мангуста составляет от 25 до 41 сантиметра, длина хвоста — от 23 до 50 сантиметров. Масса животного — от 0,4 до 0,6 килограмма. Самцы несколько крупнее самок. Как и у индийских мунго, корпус яванских мангустов вытянут вперёд и худощав, конечности относительно короткие. Цвет шерсти колеблется от сероватого до коричнево-золотистого, на груди и животе она светлее.

## Ареал и места обитания
Яванский мангуст распространён от Пакистана, через северную Индию и южный Китай до Юго-Восточной Азии, Малайского полуострова, островов Борнео, Ява и Суматра. Кроме этого, в целях использования этого вида мангустов для уничтожения грызунов-вредителей, они были завезены на острова Карибского моря, на северное побережье Южной Америки, острова Хорватии, на Гавайские острова и Фиджи. Яванский мангуст живёт в тропических и других лесах, однако легко приспосабливается и к прочим природным условиям, например — к травянистым лугам, поросшим кустарником.

## Повадки и привычки
Яванские мангусты ведут дневной образ жизни. Они — одиночки, весьма редко живущие семьями. Утром эти мангусты покидают свои норки в поисках пропитания. Питаются яванские мангусты преимущественно насекомыми, однако также и мелкими грызунами, птицами, ящерицами, змеями и скорпионами; кроме того, фруктами. Подобно индийским мунго, их яванские собратья могут, благодаря своей подвижности и ловкости, успешно сражаться со змеями и одерживать над ними победу, хотя они тоже не обладают иммунитетом против действия змеиного яда.
Беременность у самки яванского мангуста продолжается около 50 дней, после чего она рождает от 2 до 5 детёнышей. Кормление материнским молоком длится 4-5 недель. Половое созревание наступает в возрасте 1 года.
Яванские мангусты — животные многочисленные и достаточно широко распространённые. В Красной книге этот вид обозначен как «Least Concern», то есть исчезновение им не угрожает.